# Mehrauli

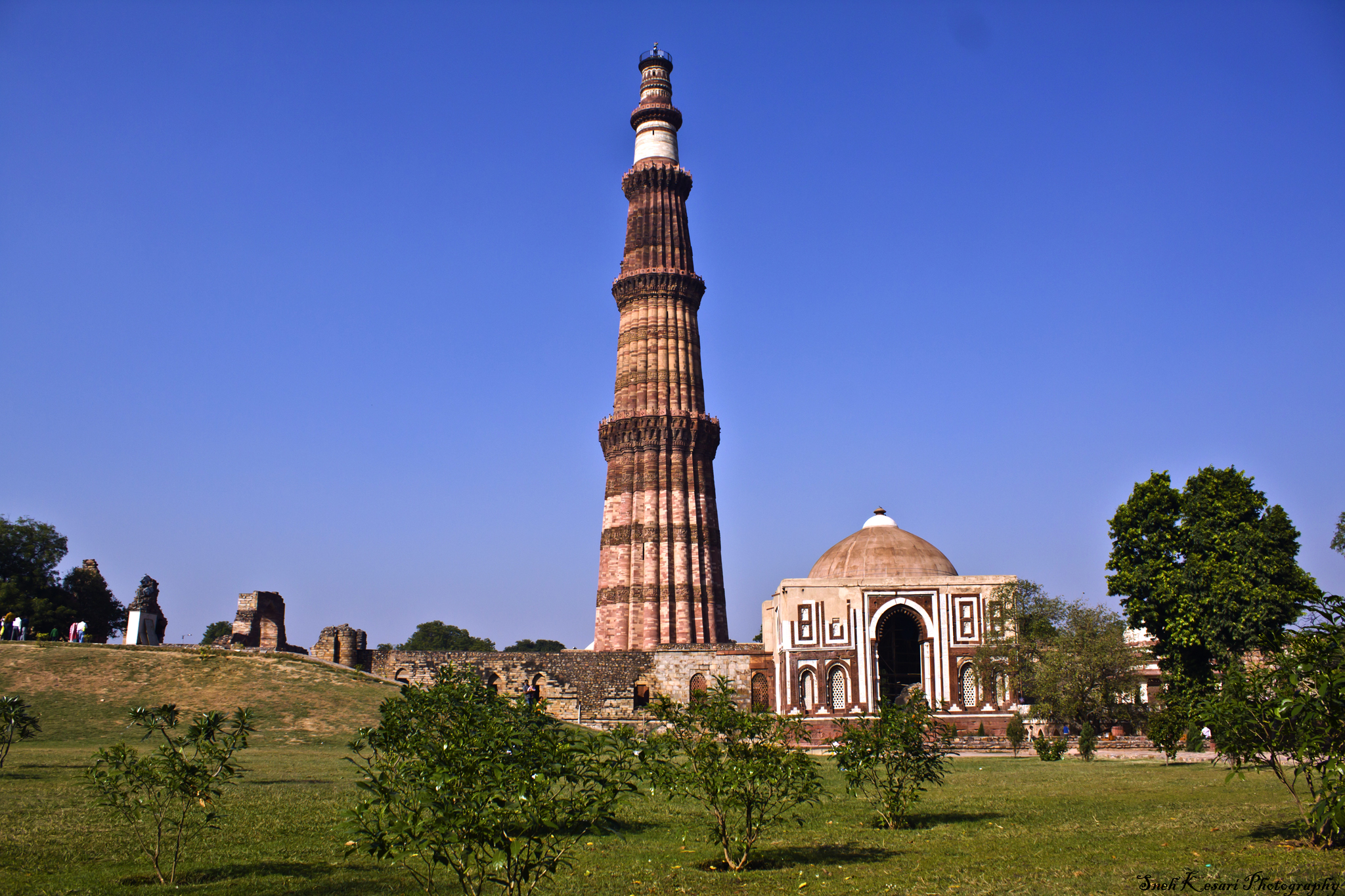
Qutb Minar und Alai Darwaza

Mehrauli ist ein historisch und kulturell bedeutsamer Stadtteil im Süden der indischen Metropole Delhi. In der von kolonialzeitlichen Historikern geprägten Liste der „sieben Städte von Delhi“ wird der Qutb-Komplex von Mehrauli als erste Stadtgründung gezählt.

## Lage
Mehrauli liegt im Distrikt South Delhi in einer Höhe von ca. 245 m. Die Tagestemperaturen können im Frühsommer (Mai, Juni) 45° und mehr erreichen; in kalten Winternächten können aber auch Fröste auftreten. Regen fällt nahezu ausschließlich in den sommerlichen Monsunmonaten.

## Geschichte
Die Geschichte des Ortes reicht einer lokalen Überlieferung zurück bis ins Jahr 731, als Anangpal Tomar das „Rote Fort“ (Lal Kot) gegründet haben soll, welches von seinem späteren Nachfolger Anangpal II. im 11. Jahrhundert vergrößert wurde, der auch die Hauptstadt von Kannauj hierhin verlegte. Die Tomar-Dynastie (auch Tanwar-Dynastie) fand ihr Ende im 12. Jahrhundert im Kampf gegen die hinduistische Chauhan-Dynastie, deren späterer Anführer Prithviraj III. Chauhan im Kampf gegen die afghanischen Ghuriden unter Muhammad von Ghur sein Leben verlor (1192), was dem Islam letztlich das Tor zum Norden Indiens öffnete. Muhammad ließ seinen General Qutb-ud-Din Aibak als Statthalter zurück, der sich jedoch wenige Jahre später zum Sultan von Delhi ausrief (1206). Im Jahr 1290 kam die Khilji-Dynastie an die Macht; Ala ud-Din Khalji verlegte jedoch die Hauptstadt etwas nordwärts nach Siri, ebenfalls innerhalb der heutigen Stadtgrenzen von Delhi gelegen. Bereits im Jahr 1320 oder 1321 kam die Tughluq-Dynastie an die Macht; sie regierte von der ca. 10 km östlich gelegenen Festungsstadt Tughlaqabad aus. Mehrauli blieb von nun an im Abseits des politischen Geschehens.

## Sehenswürdigkeiten
- Qutb-Komplex
- Mehrauli Archaeological Park
- Adham-Khan-Mausoleum

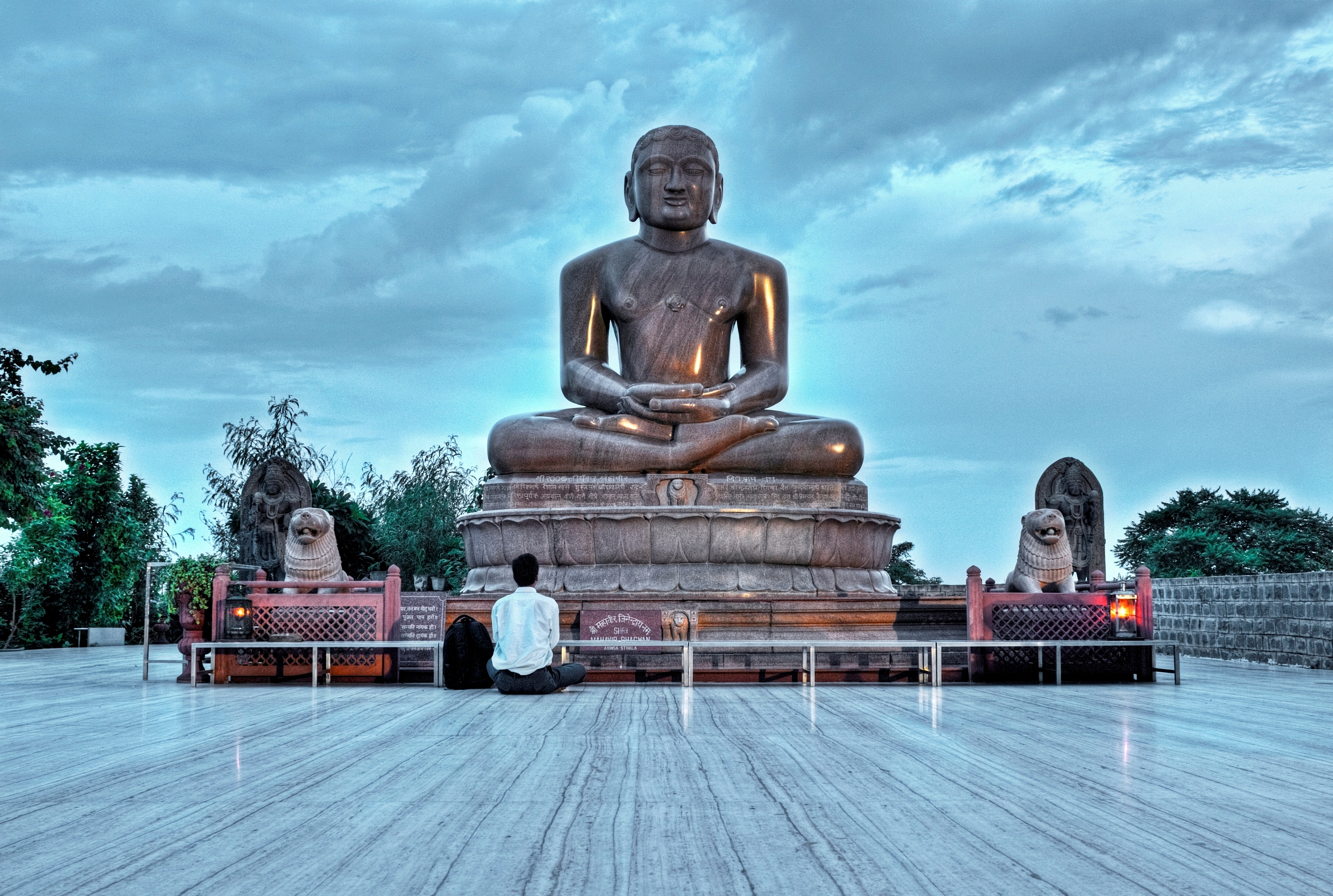
Mahavira-Statue

- Jamali-Kamali-Moschee, Grabmoschee
- Gandhak Ki Baoli (Stufenbrunnen)
- Rajon Ki Baoli, Stufenbrunnen
- Chhatarpur temple (Hanuman-Tempel)
- Ahinsa Sthal (Mahavira-Tempel)
- Garden of Five Senses
- Moti Masjid (Perlenmoschee)